# Anisogomphus caudalis
Anisogomphus caudalis е вид водно конче от семейство Gomphidae.

## Разпространение
Видът е разпространен в Индия (Мегхалая и Утар Прадеш) и Мианмар.